# Карликовые гекконы
это статья о роде Lygodactylus, карликовыми гекконами могут называть также род Tropiocolotes
Карликовые гекконы (лат. Lygodactylus) — обширный род ящериц семейства гекконовые.
Распространены в основном в Африке и на Мадагаскаре, но два вида обитают в Южной Америке. Ведут древесный образ жизни. Кроме характерных для многих гекконов расширенных цепких подпальцевых пластинок, у них имеется аналогичное образование на нижней стороне кончика хвоста. Это приспособление помогает карликовым гекконам держаться на вертикальных поверхностях даже без помощи ног. Хвост у представителей рода ломкий, и при опасности они могут его отбрасывать. Интересно, что на вновь отросшем хвосте цепкая пластинка не восстанавливается.

## Виды
Род включает около 70 видов:
- Lygodactylus angolensis — Ангольский карликовый геккон
- Lygodactylus angularis — Карликовый геккон Гюнтера
- Lygodactylus arnoulti
- Lygodactylus baptistai
- Lygodactylus bernardi — Родезийский карликовый геккон
- Lygodactylus bivittis
- Lygodactylus blancae
- Lygodactylus blanci
- Lygodactylus bonsi
- Lygodactylus bradfieldi — Калахарский карликовый геккон
- Lygodactylus broadleyi
- Lygodactylus capensis — Капский карликовый геккон
- Lygodactylus chobiensis
- Lygodactylus conradti — Карликовый геккон Конрадта
- Lygodactylus conrani — Либерийский карликовый геккон
- Lygodactylus decaryi — Южномадагаскарский карликовый геккон
- Lygodactylus depressus — Заирский карликовый геккон
- Lygodactylus expectatus — Приятный карликовый геккон
- Lygodactylus fischeri — Камерунский карликовый геккон
- Lygodactylus grandisonae — Муррийский карликовый геккон
- Lygodactylus graniticolus
- Lygodactylus gravis — Грозный карликовый геккон
- Lygodactylus grotei
- Lygodactylus guibei — Карликовый геккон Гибе
- Lygodactylus gutturalis
- Lygodactylus heterurus — Островной карликовый геккон
- Lygodactylus incognitus
- Lygodactylus inexpectatus
- Lygodactylus insularis — Мозамбикский карликовый геккон
- Lygodactylus intermedius
- Lygodactylus keniensis — Кенийский карликовый геккон
- Lygodactylus kimhowelli
- Lygodactylus klemmeri — Карликовый геккон Клеммера
- Lygodactylus klugei
- Lygodactylus laterimaculatus
- Lygodactylus lawrencei
- Lygodactylus madagascariensis — Мадагаскарский карликовый геккон Бёттгера
- Lygodactylus manni
- Lygodactylus methueni — Трансваальский карликовый геккон
- Lygodactylus miops — Сенбендранаский карликовый геккон
- Lygodactylus mirabilis
- Lygodactylus mombasicus
- Lygodactylus montanus — Горный мадагаскарский карликовый геккон
- Lygodactylus montiscaeruli
- Lygodactylus nigropunctatus
- Lygodactylus nyaneka
- Lygodactylus ocellatus — Глазчатый геккон, или свазилендский карликовый геккон
- Lygodactylus ornatus — Украшенный карликовый геккон
- Lygodactylus pauliani
- Lygodactylus picturatus — Южноафриканский карликовый геккон
- Lygodactylus pictus
- Lygodactylus rarus — Редкостный карликовый геккон
- Lygodactylus regulus
- Lygodactylus rex — Королевский карликовый геккон
- Lygodactylus roavolana
- Lygodactylus scheffleri — Карликовый геккон Шеффлера
- Lygodactylus scorteccii
- Lygodactylus somalicus — Сомалийский карликовый геккон
- Lygodactylus soutpansbergensis
- Lygodactylus stevensoni
- Lygodactylus tchokwe
- Lygodactylus thomensis — Гвинейский карликовый геккон
- Lygodactylus tolampyae
- Lygodactylus tsavoensis
- Lygodactylus tuberosus — Шишковатый карликовый геккон
- Lygodactylus verticillatus
- Lygodactylus viscatus
- Lygodactylus waterbergensis
- Lygodactylus wetzeli
- Lygodactylus williamsi
- Lygodactylus wojnowskii